# 全面逃殺
是一部2015年美國、西班牙和法國合拍動作驚悚片，由皮耶·莫瑞爾執導，彼特·崔維斯和唐·麥克弗森編劇。電影改編自尚-派屈克·曼切特的小說《The Prone Gunman》，由西恩·潘、哈維爾·巴登、伊卓瑞斯·艾巴、雷·溫斯頓、彼得·法蘭森和馬克·勞倫斯主演。美國於2015年3月20日上映，中国大陆于2015年9月18日上映。

## 劇情
故事敘述國際特種間諜吉姆·泰瑞爾（西恩·潘飾）患有創傷壓力症候群，在脫離組織後，本想和自己的女友（潔絲敏·婷卡飾）過著安定生活；但未料基於組織的計劃而綁架了女友，且還遭精英殺手（哈維爾·巴登飾）追擊，使自己逃亡到歐洲、面臨著所有人都想殺他的困境，吉姆只好重拾槍械展開反擊....。

## 演員
| 演員          | 角色                    |
| 西恩·潘       | 吉姆·泰瑞爾 Jim Terrier |
| 伊卓瑞斯·艾巴 | 杜邦 Dupont             |
| 彼得·法蘭森   | 雷尼格 Reiniger         |
| 哈維爾·巴登   | 菲力克斯 Felix          |
| 雷·溫斯頓     | 史丹利 Stanley          |
| 潔絲敏·婷卡   | 安妮 Annie              |
| 馬克·勞倫斯   | 考克斯 Cox              |

## 拍攝
本片於2013年春季在歐洲地區的多個區域開拍，現已製作完成。

## 發行

### 評價
爛番茄根據113條評論新鮮度14％，平均得分4.3／10。Metacritic基於38條影評人評論得分39（滿分100），評價普遍不佳。

### 票房
北美首週票房500萬美元，表現不佳。

## 外部連結
- 互联网电影数据库（IMDb）上《全面逃殺》的资料（英文）
- AllMovie上《全面逃殺》的资料（英文）
- 爛番茄上《全面逃殺》的資料（英文）
- Box Office Mojo上《全面逃殺》的資料（英文）
- 时光网上《全面逃殺》的資料（简体中文）
- 豆瓣电影上《全面逃殺》的資料 （简体中文）
- Metacritic上《全面逃殺》的資料（英文）